# Нефтегорск (Сахалинска област)
Вижте пояснителната страница за други значения на Нефтегорск.
Нефтегорск (до 1970 г. Восток) е бивше селище от градски тип за добив на нефт в Сахалинска област, Русия. В резултат от силно земетресение е унищожено напълно на 28 май 1995 г.

## История
Решение за построяване на селището е взето през 1962 г., а самото строителство започва през 1964 г. Първоначално е наречено Восток, но през 1970 г. е преименувано на Нефтегорск. По това време се счита за едно от най-благоустроените места на остров Сахалин. Разполага със 17 пететажни блока, детска градина, училище и клуб. В селището живеят основно работници от нефтената промишленост и семействата им.
Нефтегорск е унищожен на 28 май 1995 г. от земетресение с магнитуд 7,6 по скалата на Рихтер, при което загиват 2040 души (при обща численост на населението от 3200 души). Всичките 17 блока в селището са сринати до земята. Според експертните оценки, тези блокове не са били предназначени за сеизмично активни райони, тъй като при строителството им са пестени строителни материали, което и става причина те да се разрушат толкова лесно до основи.
Селището не е изграждано наново след бедствието. Построен е паметник на неговата територия. Оцелелите жители са преселени на други места в областта – главно в Оха, Ноглики и Южносахалинск.

## Население
| 1979 | 1989 | 1994 | 1995 |
| ---- | ---- | ---- | ---- |
| 3974 | 3507 | 3197 | 0    |